# Rudno
Rudno és un poble i municipi d'Eslovàquia que es troba a la regió de Žilina, al centre-nord del país. La primera menció escrita de la vila es remunta al 1343.

## Demografia
| Godina             | 1994 | 2004   | 2014   | 2024   |
| ------------------ | ---- | ------ | ------ | ------ |
| Nombre de persones | 228  | 227    | 212    | 210    |
| Diferència         |      | −0,43% | −6,60% | −0,94% |

| Godina             | 2023 | 2024 |
| ------------------ | ---- | ---- |
| Nombre de persones | 210  | 210  |
| Diferència         |      | +0%  |